# Puzeaux
Puzeaux är en kommun i departementet Somme i regionen Hauts-de-France i norra Frankrike. Kommunen ligger i kantonen Chaulnes som tillhör arrondissementet Péronne. År 2022 hade Puzeaux 279 invånare.

## Befolkningsutveckling
Antalet invånare i kommunen Puzeaux
| Referens: INSEE |